# Rerir
Rerir fue un legendario caudillo vikingo de la protohistoria de Escandinavia en la Era de Vendel (siglo V), en la mitología nórdica es uno de los ancestros de los Völsung. En la saga Völsunga se le menciona como hijo de Sigi, que tras ser asesinado por los hermanos de su esposa que buscaban apoderarse del trono, vengó su muerte y le sucedió en el gobierno de Hunaland. El hijo de Rerir fue Volsung, el patriarca de la dinastía.
Rerir y su esposa no podían tener hijos hasta que la diosa Frigg, esposa de Odín, les envía a la jotun Hljod en forma de cuervo para entregarles una manzana de la fertilidad. Poco después, la esposa de Rerir está embarazada pero Rerir enferma y muere. La mujer permanece embarazada por seis años, pero cuando ella se percata que no vivirá mucho más ordena que le practiquen una cesárea, una intervención que en aquella época significaba la muerte de la madre. Cuando nació Völsung, ya era un muchacho crecido y besó a su madre antes de morir.